# 1988–1989-es UEFA-kupa
Az 1988–1989-es UEFA-kupa a verseny 18. szezonja volt. A kupát az olasz Napoli nyerte, akik 5–4-es összesítéssel győzték le a kétmérkőzéses döntőben a nyugatnémet VfB Stuttgart csapatát.

## Első kör
| 1. csapat                  | Össz.    | 2. csapat                   | 1. mérk. | 2. mérk. |
| -------------------------- | -------- | --------------------------- | -------- | -------- |
| VfB Stuttgart              | 3–2      | Tatabányai Bányász          | 2–0      | 1–2      |
| R. Antwerp FC              | 3–6      | 1. FC Köln                  | 2–4      | 1–2      |
| Bayern München             | 10–4     | Legia Warszawa              | 3–1      | 7–3      |
| Bayer 04 Leverkusen        | 0–2      | Belenenses                  | 0–1      | 0–1      |
| AS Roma                    | 4–3      | 1. FC Nürnberg              | 1–2      | 3–1 (hu) |
| FC Groningen               | 2–2 (ig) | Atlético Madrid             | 1–0      | 1–2      |
| Aarau                      | 0–7      | Lokomotive Leipzig          | 0–3      | 0–4      |
| St Patrick's Athletic FC   | 0–4      | Heart of Midlothian FC      | 0–2      | 0–2      |
| Žalgiris                   | 4–5      | FK Austria Wien             | 2–0      | 2–5      |
| Sporting Clube de Portugal | 6–3      | AFC Ajax                    | 4–2      | 2–1      |
| Real Sociedad              | 4–4 (ig) | Dukla Praha                 | 2–1      | 2–3      |
| Union Luxembourg           | 1–11     | RFC de Liège                | 1–7      | 0–4      |
| FC Internazionale Milano   | 4–2      | IK Brage                    | 2–1      | 2–1      |
| IA                         | 1–2      | Újpesti Dózsa               | 0–0      | 1–2      |
| Rangers FC                 | 5–2      | GKS Katowice                | 1–0      | 4–2      |
| Aberdeen FC                | 0–2      | Dynamo Dresden              | 0–0      | 0–2      |
| FK Dnipro Dnipropetrovszk  | 2–3      | FC Girondins de Bordeaux    | 1–1      | 1–2      |
| Östers                     | 2–6      | FK DAC 1904 Dunajská Streda | 2–0      | 0–6      |
| Turun Palloseura           | 1–1 (ig) | Linfield FC                 | 0–0      | 1–1      |
| Molde                      | 1–5      | KSV Waregem                 | 0–0      | 1–5      |
| Malmö                      | 3–2      | FK Torpedo Moszkva          | 2–0      | 1–2 (hu) |
| First Vienna FC            | 2–2 (ig) | Ikast FS                    | 1–0      | 1–2      |
| Oţelul Galaţi              | 1–5      | Juventus FC                 | 1–0      | 0–5      |
| Velež                      | 6–2      | APÓEL                       | 1–0      | 5–2      |
| AEK Athén FC               | 1–2      | Athletic Club               | 1–0      | 0–2      |
| Montpellier La Paillade SC | 1–6      | SL Benfica                  | 0–3      | 1–3      |
| Sliema Wanderers FC        | 1–8      | Victoria Bucureşti          | 0–2      | 1–6      |
| SSC Napoli                 | 2–1      | PAOK FC                     | 1–0      | 1–1      |
| FK Partizan                | 10–0     | PFK Szlavija Szofija        | 5–0      | 5–0      |
| Servette FC                | 1–0      | SK Sturm Graz               | 1–0      | 0–0      |
| Trakia Plovdiv             | 1–2      | Gyinamo Minszk              | 1–2      | 0–0      |
| Beşiktaş JK                | 1–2      | Dinamo Zagreb               | 1–0      | 0–2      |

## Második kör
| 1. csapat                  | Össz.    | 2. csapat                   | 1. mérk. | 2. mérk. |
| -------------------------- | -------- | --------------------------- | -------- | -------- |
| Bayern München             | 5–1      | FK DAC 1904 Dunajská Streda | 3–1      | 2–0      |
| 1. FC Köln                 | 3–1      | Rangers FC                  | 2–0      | 1–1      |
| Dinamo Zagreb              | 2–4      | VfB Stuttgart               | 1–3      | 1–1      |
| FK Partizan                | 4–4 (ig) | AS Roma                     | 4–2      | 0–2      |
| Velež                      | 0–0 (bp) | Belenenses                  | 0–0      | 0–0      |
| Sporting Clube de Portugal | 1–2      | Real Sociedad               | 1–2      | 0–0      |
| Heart of Midlothian FC     | 1–0      | FK Austria Wien             | 0–0      | 1–0      |
| Lokomotive Leipzig         | 1–3      | SSC Napoli                  | 1–1      | 0–2      |
| Újpesti Dózsa              | 0–2      | FC Girondins de Bordeaux    | 0–1      | 0–1      |
| Juventus FC                | 7–4      | Athletic Club               | 5–1      | 2–3      |
| Dynamo Dresden             | 5–3      | KSV Waregem                 | 4–1      | 1–2      |
| First Vienna FC            | 2–2 (ig) | Turun Palloseura            | 2–1      | 0–1      |
| Malmö FF                   | 1–2      | FC Internazionale Milano    | 0–1      | 1–1      |
| RFC de Liège               | 3–2      | SL Benfica                  | 2–1      | 1–1      |
| FC Groningen               | 3–1      | Servette FC                 | 2–0      | 1–1      |
| Gyinamo Minszk             | 2–2 (ig) | Victoria Bucureşti          | 2–1      | 0–1      |

## Harmadik kör
| 1. csapat                | Össz.    | 2. csapat                | 1. mérk. | 2. mérk. |
| ------------------------ | -------- | ------------------------ | -------- | -------- |
| Bayern München           | 3–3 (ig) | FC Internazionale Milano | 0–2      | 3–1      |
| Real Sociedad            | 3–2      | 1. FC Köln               | 1–0      | 2–2      |
| FC Groningen             | 1–5      | VfB Stuttgart            | 1–3      | 0–2      |
| Heart of Midlothian FC   | 4–2      | Velež                    | 3–0      | 1–2      |
| FC Girondins de Bordeaux | 0–1      | SSC Napoli               | 0–1      | 0–0      |
| Dynamo Dresden           | 4–0      | AS Roma                  | 2–0      | 2–0      |
| RFC de Liège             | 0–2      | Juventus FC              | 0–1      | 0–1      |
| Victoria Bucureşti       | 3–3 (ig) | Turun Palloseura         | 1–0      | 2–3      |

## Negyeddöntő
| 1. csapat              | Össz.    | 2. csapat      | 1. mérk. | 2. mérk. |
| ---------------------- | -------- | -------------- | -------- | -------- |
| VfB Stuttgart          | 1–1 (bp) | Real Sociedad  | 1–0      | 0–1      |
| Heart of Midlothian FC | 1–2      | Bayern München | 1–0      | 0–2      |
| Juventus FC            | 2–3      | SSC Napoli     | 2–0      | 0–3 (hu) |
| Victoria Bucureşti     | 1–5      | Dynamo Dresden | 1–1      | 0–4      |

## Elődöntő

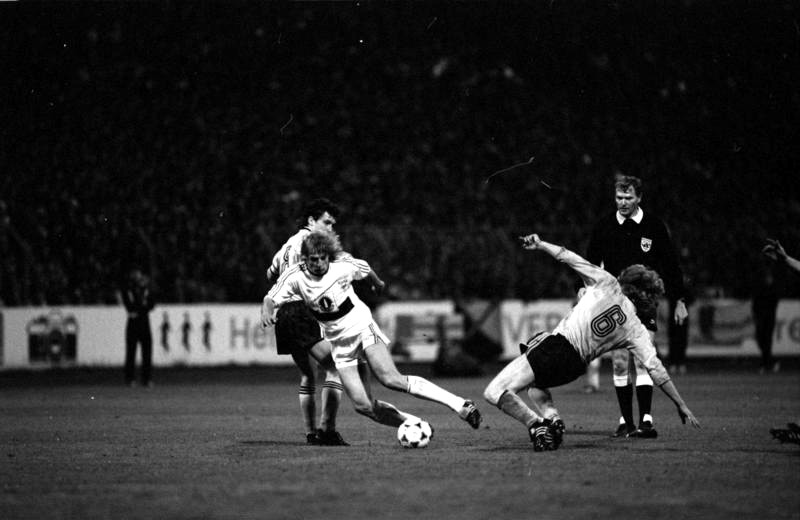
az NDK-s Dynamo Dresden az NSZK-s VfB Stuttgart ellen az elődöntőben

| 1. csapat     | Össz. | 2. csapat      | 1. mérk. | 2. mérk. |
| ------------- | ----- | -------------- | -------- | -------- |
| SSC Napoli    | 4–2   | Bayern München | 2–0      | 2–2      |
| VfB Stuttgart | 2–1   | Dynamo Dresden | 1–0      | 1–1      |

## Döntő
| 1. csapat  | Össz. | 2. csapat     | 1. mérk. | 2. mérk. |
| ---------- | ----- | ------------- | -------- | -------- |
| SSC Napoli | 5–4   | VfB Stuttgart | 2–1      | 3–3      |

## Külső hivatkozások
- Hivatalos oldal
- Eredmények az RSSSF.com-on